# القوة البحرية الكويتية

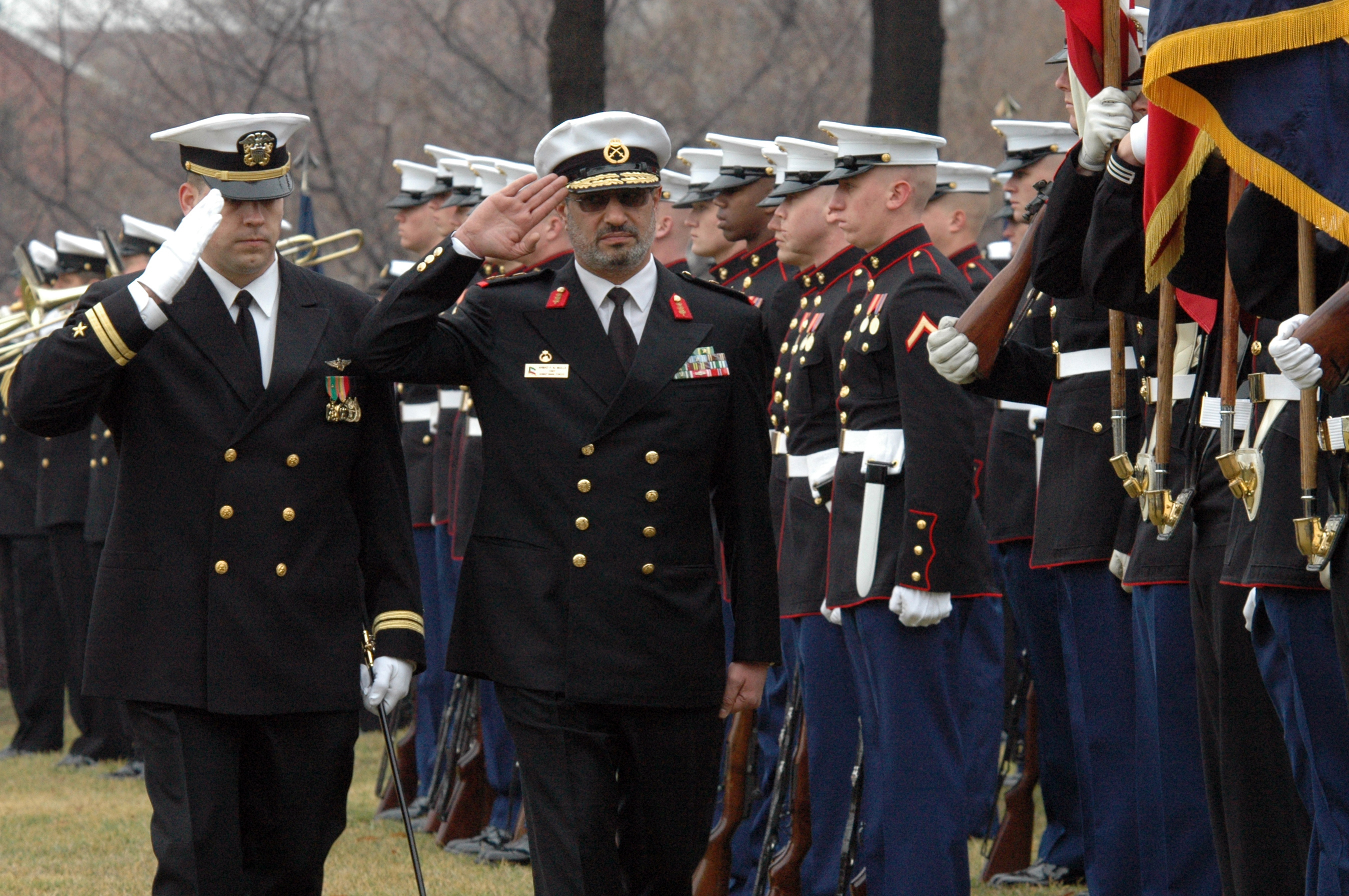
اللواء الملا قائد العمليات في القوات البحرية الكويتية يجرى جولة تفقدية للقوات خلال حفل استقبال كامل على متن حوض واشنطن البحرى في 15 فبراير 2005.

القوات البحرية الملكية (بالإنجليزية: Kuwait Navy Force) هي القوات البحرية التابعة للقوات المسلحة الكويتية المسؤولة عن العمليات البحرية، تأسست عام 1961.
ويقدر عدد أفراد القوة البحرية الكويتية بنحو 2,500 فرد فيما يتألف الاسطول البحري من 10 زوارق صواريخ منها 8 من فئة أم المرادم إضافة زورقين صواريخ من صنع شركة لورسن، وتملك البحرية عدد من زوارق الدورية بالأضافة إلى القطع البحرية اللوجستية الأخرى بالأضافة إلى مشاة البحرية البالغ عددهم 5,000 فرد

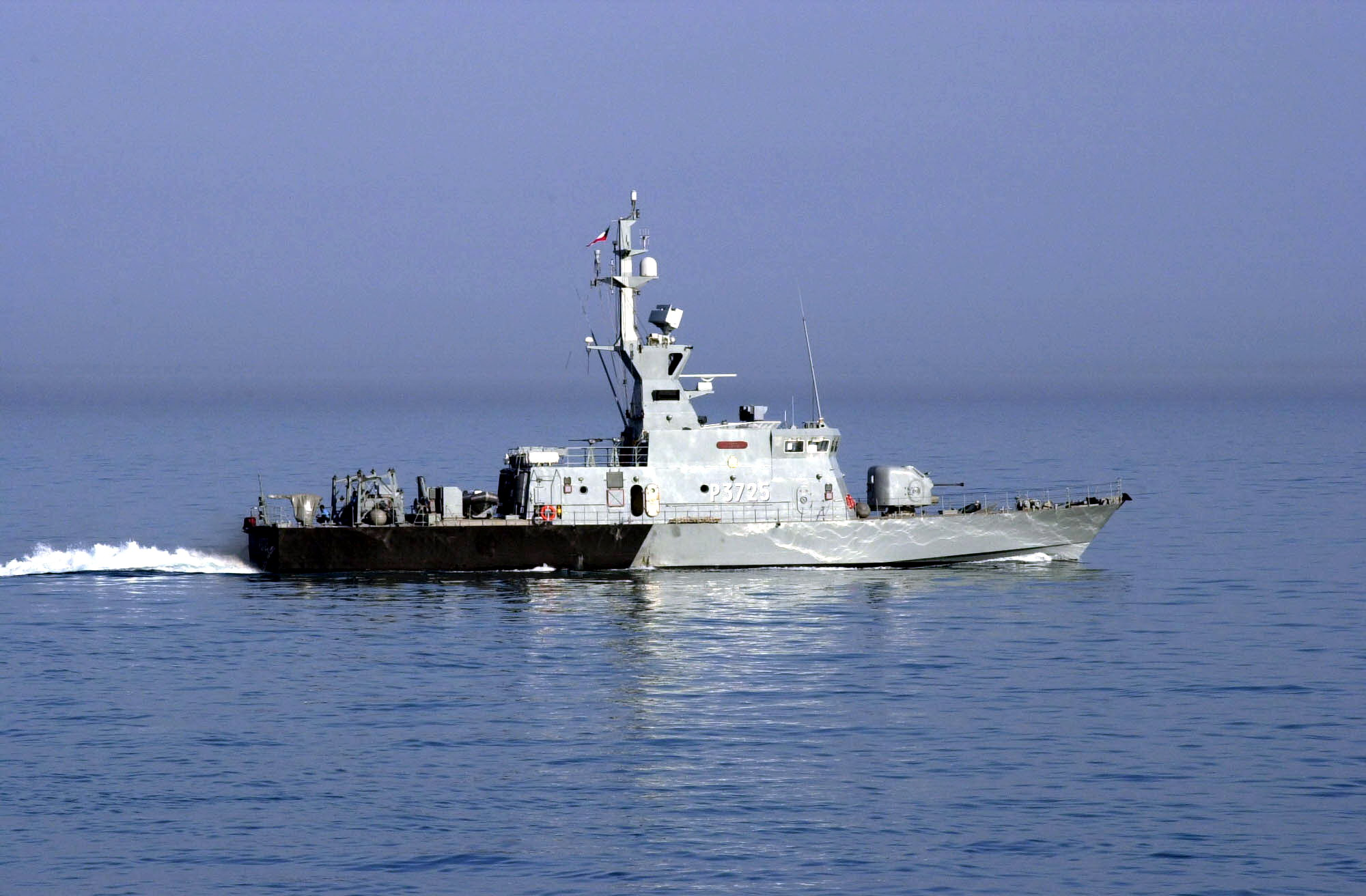
زورق صواريخ للقوة البحرية الكويتية

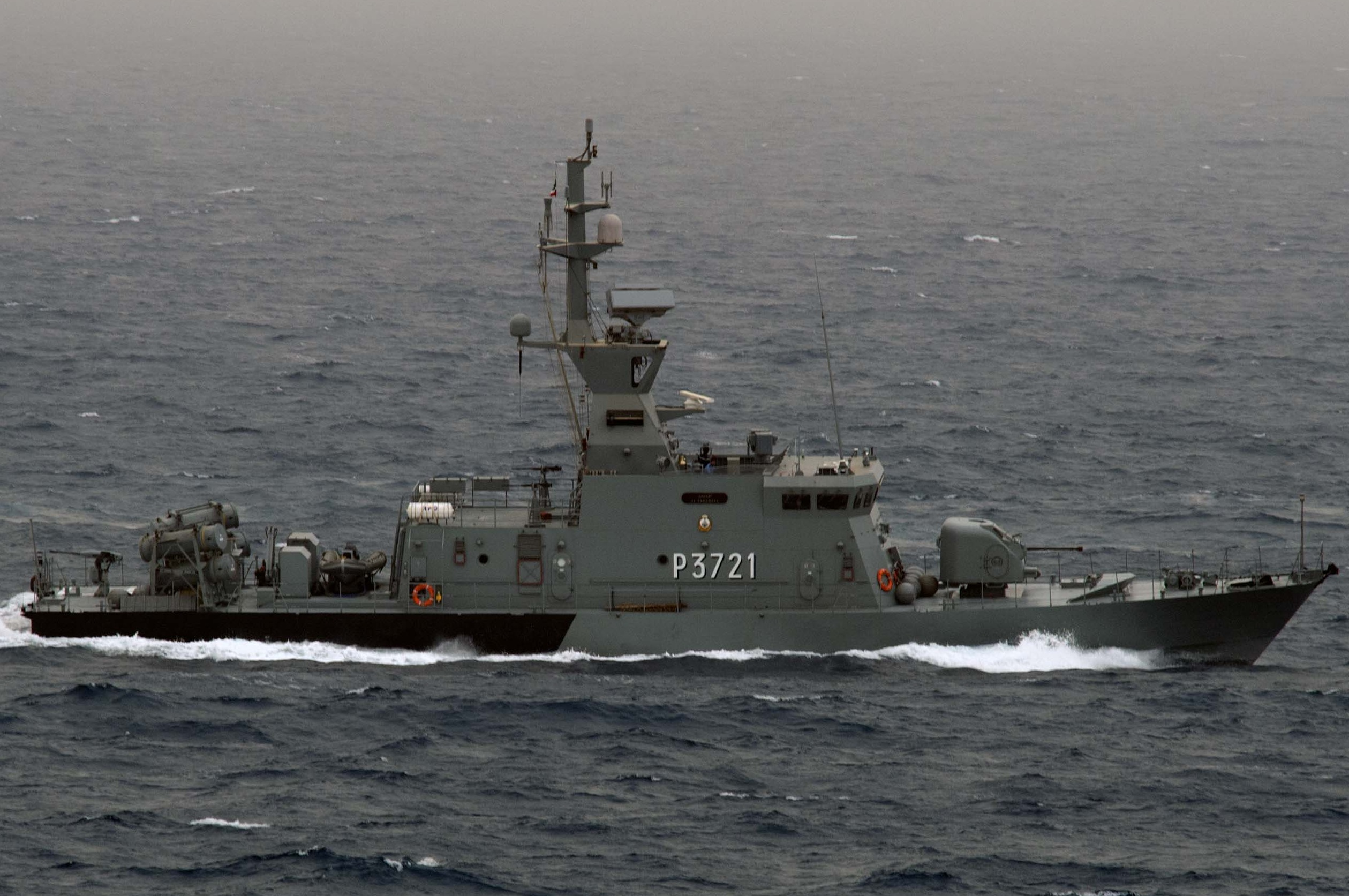
زورق صواريخ للقوة البحرية الكويتية

مشاة البحرية الكويتية خلال عملية تدريب عام 2011

القوة البحرية الكويتية هي القوة البحرية التابعة للقوات المسلحة الكويتية. يقع مقرها الرئيسي وقاعدتها البحرية الوحيدة في قاعدة محمد الأحمد البحرية الكويتية. تتكون القوة البحرية الكويتية من أكثر من 2,200 ضابط وفرد مجند، وذلك باستثناء نحو 500 فرد من خفر السواحل، والذي يُعد مديرية لأمن الحدود تتبع وزارة الداخلية الكويتية.

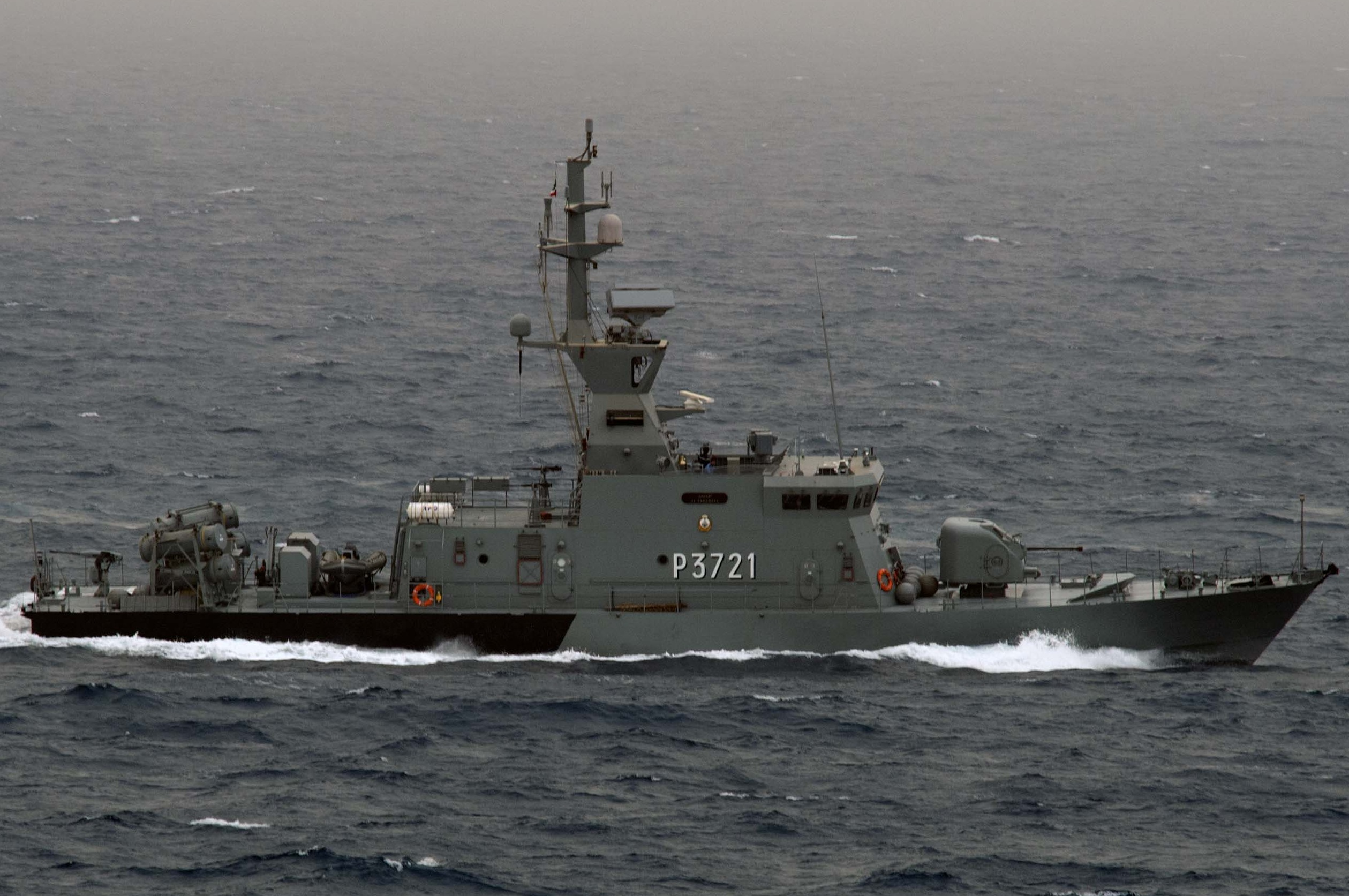
أم المرادم لا كومباتانت- فئة الصواريخ الهجومية الفحيحيل (P3721) في مايو 2013.

## التاريخ
تأسست البحرية الكويتية عام 1961، بعد وقت قصير من إنهاء بريطانيا لوضع الحماية على البلاد، وذلك عقب "عملية فانتاج"
أثناء غزو العراق للكويت وعملية عاصفة الصحراء، تعرضت البحرية الكويتية لتدمير شبه كامل. ففي بداية الغزو، استولت البحرية العراقية وأغرقت خمس زوارق هجومية سريعة كويتية من طراز (لارسن تى ان سى 45) وزورق هجومي سريع واحد من طراز لارسن اف بي بي-57 (مزوّد بصواريخ). كما خسرت البحرية الكويتية خلال الحرب 20 سفينة أخرى لصالح العراق.
في 11 نوفمبر 2008، شهدت قاعدة محمد الأحمد البحرية التوقيع التاريخي على بروتوكولات خور عبد الله (المعروفة أيضًا باسم بروتوكولات KAA)، وهي اتفاقية غير ملزمة قانونيًا لتنظيم التنسيق وتجنب التضارب في استخدام ممر خور عبد الله المائي بين القوات البحرية الكويتية والقوات البحرية العراقية، وتعد هذه الاتفاقية أول اتفاقية عسكرية بحرية ثنائية رسمية ناجحة وذلك لأول مرة منذ ما قبل حرب الخليج الثانية عام 1991.
قام بالتوقيع على البروتوكولات قائدا القوتين البحريتين الكويتية والعراقية آنذاك، وتم إعدادها بوساطة وتنسيق المقدم ديفيد هامونز من مشاة البحرية الملكية البريطانية عام 2008، ثم صادقت عليها حكومتا الكويت والعراق قبل توقيعها في 11 نوفمبر 2008. وقد أُبلغ بها لاحقًا الكونغرس الأمريكي ضمن تقرير "قياس الاستقرار والأمن في العراق" الصادر في ديسمبر 2008، وأصبحت نصوصها متاحة للعامة بعد تسريبها في المذكرات الدبلوماسية الأمريكية.

## الهيكل والتنظيم
تتكون القوة البحرية الكويتية من:
- السفن الحربية التابعة للبحرية الكويتية

- قوات مشاة البحرية الكويتية

- وحدات الكوماندوز البحرية الكويتية

### قائمة زوارق الدوريات الصاروخية السريعة
| الفئة                        | الوحدات | ملاحظات                                                                   |
| الاستقلال (ألمانية FPB-57)   | 1       | حمولة كاملة 410 أطنان-4SSM -40-MM- تم تشغيلها عام 1983.                   |
| السنبوك (ألمانية TNC-45)     | 1       | حمولة كاملة 255 طنا - MM-40 SSM4- تم تشغيلها عام 1984.                    |
| أم المرادم (مقاتلة -BRL-P37) | 8       | حمولة كاملة 245 طنا -4 سفن حربية أدخلت الخدمة في الفترة من 1998 الى 2000. |

### قائمة سفن الدوريات القتالية
| الفئة                        | الوحدات | ملاحظات |
| الأنتصار (الأسترالي OPV-310) | 4       |         |
| الشهيد (FPB100K)             | 3       |         |
| الصباحى (FPB 115)            | 10      |         |
| زوارق دورية ساحلية قصيرة     | 3       |         |
| فريق النصر (P-46)            | 16      |         |
| زوارق دورية ساحلية           | 50      |         |
| زورق العمليات الخاصة مارك 5  | 10      |         |

### قائمة السفن البرمائية والإنزال
| الفئة                           | الوحدات | ملاحظات                                                                                               |
| جامعة التحدى                    | 2       | |
| سفر (مدير التحميل) LCU          | 1       | |
| (اس تى بحرية) LCU               | 1       | |
| سفر (L 6401)                    | 2       | سفينة انزال بطول 64 متر أنشأتها شركة أبو ظبى لبناء السفن في الأمارات العربية المتحدة                  |
| سابانن (L 4201)                 | 1       | سفينة انزال بطول 42 متر انشأتها شركة أبو ظبى لبناء السفن في الأمارات العربية المتحدة                  |
| حارس البحر                      | 5       | حارس البحر سفينة انزال سريعة بطول 16 متر أنشأتها شركة أبو ظبى لبناء السفن في الأمارات العربية المتحدة |
| زوارق انزال مزودة بوسائد هوائية | 2       | |

### قائمة سفن الإمداد
| الفئة                   | الوحدات | ملاحظات |
| سواحل (سفينة دعم الدرر) | 1       |         |
| نوتيلوس (سويفتشيب 176)  | 2       |         |

## السفن المستقبلية
- (سفينة دعم غطس واحدة) DSV1.

يشمل برنامج شراء للبحرية الكويتية سفن الإنزال اقتناء سفينتي إنزال بطول 64 مترًا، وسفينة إنزال بطول 42 مترًا، وخمسة زوارق إنزال سريعة بطول 16 مترًا مصنوعة من المواد المركّبة. جميعها بُنيت في شركة أبوظبي لبناء السفن في المنطقة الصناعية بالمصفح (الإمارات العربية المتحدة)، وتم تسليمها باستثناء إحدى سفينتي الإنزال بطول 64 مترًا التي كان مقررًا تسليمها في عام 2017.
كما أعلنت شركة إيدج عن توقيع عقد دفاعي ضخم بقيمة 9 مليارات درهم إماراتي (2.45 مليار دولار أمريكي) مع وزارة الدفاع الكويتية لتوريد ثمانية زوارق صاروخية من طراز "فلج-3" بطول 62 مترًا، ويمثل هذا العقد أكبر صفقة تصدير لبناء السفن البحرية في المنطقة، ويصنف من بين أضخم صفقات التصدير البحرية قيمة عالميًا.

## ملحوظات
1. ↑  {{https://www.kuna.net.kw/ArticleDetails.aspx?id=3050989&Language=ar }}
2. ↑  http://www.moi.gov.kw/kcg/ Official Website Sector of the General Department of the Coast Guard, Kuwait Ministry of Interior, (in Arabic) نسخة محفوظة 2025-01-20 على موقع واي باك مشين.
3. ↑  Naval forces: over 2,200 people (excluding 500 in coastguard) نسخة محفوظة 2025-04-03 على موقع واي باك مشين.
4. ↑  "Kuwait – Regional and National Security Considerations". Country Studies. مؤرشف من الأصل في 2008-07-19. اطلع عليه بتاريخ 2010-11-17.
5. ↑  "Anniversary of Iraqi invasion finds Kuwait free, its neighbor 'contained'". CNN. مؤرشف من الأصل في 2007-03-24.
6. ↑  "Kuwait Navy". مؤرشف من الأصل في 2025-01-24. List of Ships in Kuwait Naval Force History
7. ↑  "Saddam's Navy". Globalsecurity.org. مؤرشف من الأصل في 2025-02-25. اطلع عليه بتاريخ 2010-11-17.
8. ↑  "Kuwait Navy". مؤرشف من الأصل في 2025-01-24.List of Ships in Kuwait Naval Force History
9. ↑  "09KUWAIT465: PROTOCOLS ASSIST IRAQI AND KUWAITI NAVIES IN". مؤرشف من الأصل في 2015-02-14. اطلع عليه بتاريخ 2016-03-03.
10. ↑  "IHS Events, Webinars, Training and User Groups".
11. ↑  "EDGE Signs $2.45 Billion Naval Contract with Kuwait Ministry of Defence" (بالإنجليزية الأمريكية). Archived from the original on 2025-07-23. Retrieved 2025-08-09.

## روابط خارجية
- UNIKOM

- Kuwait Navy buys gun system from Rheinmetall